# Besleria steyermarkiorum
Besleria steyermarkiorum är en tvåhjärtbladig växtart som beskrevs av Wiehler och L.E. Skog. Besleria steyermarkiorum ingår i släktet Besleria och familjen Gesneriaceae. Inga underarter finns listade i Catalogue of Life.